# ジョージ・レッグ (1732年没)
ルイシャム子爵ジョージ・レッグ（英語: George Legge, Viscount Lewisham、1704年? – 1732年9月29日）は、グレートブリテン王国の政治家。トーリー党に属し、1727年から1729年まで庶民院議員を務めた。

## 生涯
初代ダートマス伯爵ウィリアム・レッグと妻アン（Anne、旧姓フィンチ（Finch）、1751年11月30日没、初代エイルズフォード伯爵ヘニッジ・フィンチの娘）の長男として、おそらく1704年に生まれた。1720年1月22日、オックスフォード大学モードリン・カレッジに入学した。
1727年イギリス総選挙でトーリー党候補としてグレート・ベッドウィン選挙区から出馬した。グレート・ベッドウィンではアイルズベリー伯爵家が影響力を有したが、当主の第2代アイルズベリー伯爵トマス・ブルースが海外追放されていたため、息子のブルース男爵チャールズ・ブルースが代わって影響力を行使した。ブルース男爵の支持を受けたルイシャム子爵は62票で当選したが、選挙申立により1729年3月26日に落選を宣告された。
1732年9月29日に天然痘により死去した。

## 家族
1722年3月22日、エリザベス・ケイ（Elizabeth Kaye、1707年ごろ – 1745年4月21日、第3代準男爵サー・アーサー・ケイの娘）と結婚、2男2女をもうけた。
- アーサー（1727年ごろ – 1729年10月6日[1]）
- アン（1786年1月12日没） - 1760年11月24日、第5代カーディガン伯爵ジェームズ・ブルーデネル（英語版）と結婚、子供なし[5]
- ウィリアム（1731年6月20日 – 1801年7月15日） - 第2代ダートマス伯爵[1]
- エリザベス（1732年ごろ – 1801年） - 1771年8月1日、ウィットシェッド・キーン（英語版）（1731年? – 1822年2月27日）と結婚、子供あり[6][7]